# Каттрино

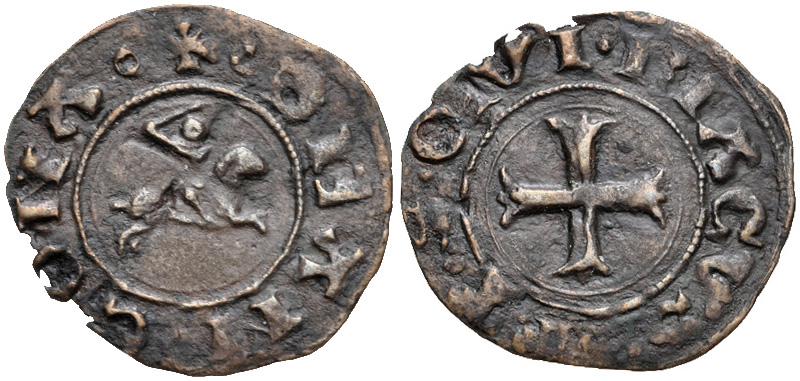
Каттрино чеканенный в городе Анкона

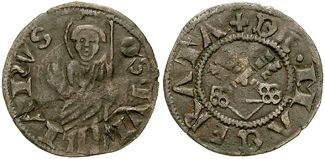
Папский каттрино чеканенный в Мачерате

Каттрино или кваттрино (итал. Quattrino) — мелкая итальянская разменная монета, чеканившаяся из серебра и меди с XIV по XIX век.
Название произошло от итальянского «quattro» — четыре, так как каттрино равнялся четырём денариям.
Каттрино чеканились почти на всех монетных дворах средневековой Италии, они выпускались в Болонье, Флоренции, Венеции, но наибольшее распространение получили в Папском государстве.
Как и у многих серебряных монет того времени, проба каттрино постоянно снижалась, в конечном итоге в правление Климента VIII каттрино стал выпускаться из меди. Курс к другим монетам в течение всего выпуска каттрино постоянно менялся. В конце XVIII — начале XIX века в Папском государстве соотношение было таким: 1 папский скудо = 5 папетто = 10 паоли = 20 гроссо = 100 байокки = 500 каттрино. В Тоскане: 1 флорин = 2,5 паоло = 20 граций = 100 каттрино; 1 сольдо = 3 каттрино = 12 денаро.